# 克班·丽塔
克班·丽塔（匈牙利語：Kőbán Rita，1965年4月10日—），匈牙利女子皮划艇运动员。她曾代表匈牙利参加1988年、1992年、1996年和2000年夏季奥林匹克运动会皮划艇比赛，共获得二枚金牌、三枚银牌和一枚铜牌。